# Anatoliy Zheglanov
Anatoliy Zheglanov (en russe : Анатолий Николаевич Жегланов, Anatoli Nikolaïevitch Jeglanov, né le 14 mai 1946 à Zaporijia, en RSS d'Ukraine, et décédé le 28 juin 1999) est un sauteur à ski soviétique.
Il a terminé sixième à l'épreuve du petit tremplin de Saut à ski aux Jeux olympiques de 1968.

## Palmarès

### Jeux olympiques
| Épreuve / Édition | Grenoble 1968 | Sapporo 1972 |
| Petit Tremplin    | 6e            | 21e          |
| Grand Tremplin    | 8e            | 32e          |